# Nesodillo silvestris
Nesodillo silvestris är en kräftdjursart som beskrevs av Jackson 1930. Nesodillo silvestris ingår i släktet Nesodillo och familjen Armadillidae. Inga underarter finns listade i Catalogue of Life.